# Горский, Осип-Юлиан Викентьевич
Осип-Юлиан Викентьевич Горский (1766 — 07.07.1849) — офицер-артиллерист, участник военных действий российской армии начала XIX века, Отечественной войны 1812 г. и заграничных походов 1813—1814 гг. Неоднократно награждён за храбрость и отличие в сражениях. Полковник. Статский советник. В некоторых источниках упоминается под фамилиями Грабигорский, Грабя-Горский, Грабе-Горский, Друцкий-Горский. М. В. Нечкина считала его 122-м декабристом, преданным Верховному суду.
Участвовал в событиях 14 декабря 1825 г. на Сенатской площади Санкт-Петербурга. Был арестован в ночь на 15 декабря 1825 г. и заключён в Алексеевский равелин Петропавловской крепости. Без приговора Верховного суда по высочайшему указу в 1827 г. отправлен на поселение в Берёзов Тобольской губернии под надзор полиции.

## Биография
Отец (по одной из версий) — Юлиан-Викентий Иосифович-Казимирович, полковник Минского воеводства, стольник Мстиславского воеводства.
О.-Ю. В. Горский в 1787 г. находился на службе при польском короле Станиславе-Августе Понятовском.

### Военная карьера
C 28.08.1804 г. — юнкер во 2-м конно-артиллерийском батальоне. 23.08.1806 г. причислен к 9-й артиллерийской бригаде. Участвовал в походе российской армии через Австрию, Пруссию, Силезию, Венгрию и Галицию. В ноябре 1806 г. был участником блокады турецкого гарнизона города Хотин.
19.02.1807 г. за отличие в сражениях против французских войск произведён в подпоручики с назначением в Санкт-Петербургскую артиллерийскую бригаду. В 1809 г. переведён сначала в 7-ю, а затем в 5-ю артиллерийскую бригаду.
09.02.1811 г. произведён в поручики. В сражениях с французами у местечка Клястицы в июле 1812 г. был контужен пушечным ядром и получил три ранения ружейными пулями.
29.07.1812 г. переведён в лейб-гвардии артиллерийскую бригаду.
01.09.1812 г. произведён в штабс-капитаны и назначен командиром 7-й конной роты 3-й резервной артиллерийской бригады.
За отличие в сражениях при Вейсенфельсе и Бауцене во время заграничного похода российской армии 9 мая 1813 г. произведён в капитаны, а за участие во взятии Суассона — 2 февраля 1814 г. в подполковники.
По свидетельству очевидца, князя С. Г. Волконского, в бою при Вейсенфельсе именно Горский лично навёл орудие, выстрелом которого был убит французский маршал Бессьер. При Суассоне, по словам того же Волконского, Горский выдвинул свою батарею почти в упор, и под ответным огнём противника расстрелял ворота Суассонской крепости, после чего русские кавалеристы ворвались в город через пролом, оставшийся от ворот. Таким образом, несмотря на скромный чин, он сыграл, фактически, ключевую роль в обоих сражениях. 
C 13.07.1816 г. — подполковник 10-й артиллерийской бригады.
01.02.1818 г. уволен из армии «за ранами» с производством в полковники, правом ношения мундира и полным жалованием.

### Награды и память
- Орден Святой Анны 2-й степени (с бриллиантами).
- Орден Святой Анны 4-й степени.
- Орден Святого Георгия 4-й степени
- Знак отличия военного ордена Георгия № 8771.
- Золотая шпага «За храбрость».

На памятных досках, установленных в нижнем коридоре храма Христа Спасителя в честь важных событий и подвигов Отечественной войны 1812 г., значатся:
- на стене 34 — конная рота № 7 — (Грабе-Горского), участвовавшая в «Авангардном деле при ручье Риппах 19 апреля (1 мая) 1813 года»
- на стене 35 — конная рота № 7 , участвовавшая в «Сражении при Лютцене 20 апреля (2 мая) 1813 года»
- на стене 52 — капитан Грабе-Горский, отличившийся в «Деле при Суассоне 1 (13) февраля 1814 года»

### Штатская служба
24.10.1818 г. определен в Департамент разных податей и сборов Министерства финансов.
5.03.1819 г. пожалован в статские советники и назначен вице-губернатором на Кавказ, управляющим по гражданской части которого с 1816 г. по 1827 г. был генерал А. П. Ермолов, участник войн и сражений с наполеоновской Францией. С 16.08.1821 г. Горский управлял Кавказской губернией. В марте 1821 г. Ермолов предложил ряд мер по совершенствованию управления краем, а саму «Кавказскую губернию по малому числу жителей переименовать в область».
5.05.1822 г. по собственной просьбе был уволен от должности. Жил в Петербурге , так как в Сенате было начато следствие о недостаче спирта в Кавказской казенной палате.

### 14 декабря 1825 г.: ход следствия и наказание
Горский не был членом тайных обществ, но был замечен очевидцами на Сенатской площади, в возбуждении находившимся среди восставших, в парадном мундире при орденах и с пистолетом. Уже в 11 час. 30 мин. Николай писал Константину Павловичу, что в событиях замешан «некий вице-губернатор, уволенный с Кавказа; мы надеемся разыскать его». Был арестован в 2 часа ночи 15 декабря 1825 г.
После допроса, проведённого генералом В. В. Левашовым и записанным в журнале под № 16, Горский по указанию Николая был помещён в каземат № 12 Алексеевского равелина Петропавловской крепости. Сенатор П. Г. Дивов в своём дневнике в этот же день называет Горского среди основных заговорщиков. Но вскоре начались задержания более важных и очевидных участников движения. Когда 28 декабря в Петербург был доставлен М. Ф. Орлов, Николай распорядился посадить его «в Алексеевский равелин, выведя Горского или кого другого и содержа хорошо». Горского перевели сначала в № 1 Кронверкской куртины, а потом в четвёртый каземат Никольской куртины. 2 января 1826 г. император, в ответ на просьбу Тайного комитета, решил не заковывать арестованного. В крепости он страдал от припадков «падучей болезни» и 20 февраля 1826 был отправлен в Военно-сухопутный госпиталь, где оставался до окончательного решения его судьбы.
Следственный комитет пытался найти подтверждения активной роли Горского в беспорядках.
И. И. Пущин на допросе 17 декабря показал: «В то время подходили многие незнакомые… между коими более всех для меня был заметен высокий мужчина с плюмажем на шляпе, Георгиевским крестом и подвязанной рукой. Сей последний спрашивал у меня пороха, говоря, что у него есть пистолет». На полях протокола — пометка карандашом «NB», ниже написано «Горский».
А. Н. Сутгоф не слышал, о чём Горский говорил с солдатами Московского полка, но с народом кричал «Ура!».
А. А. Бестужев 29 декабря показал на допросе: «О том, принадлежал ли статский советник Горский обществу, никогда не слыхал, …я увидел его на площади, где он, со слезами меня обнимая, говорил, что он рад душу свою положить за Константина Павловича. Иван Пущин предлагал ему принять команду, но он отказался, говоря, что фрунтом никогда не командовал, и я долго видел его, ходящего около каре».
На очной ставке c Бестужевым Пущин заявил, что «он совершенно не помнит показанного Бестужевым обстоятельства, а потому не может согласиться с показанием, на него сделанным».
В своем рассказе о 14 декабря Якушкин написал, что Горский на площади, «стал проповедовать толпе и возбуждать её, толпа его слушала и готова была ему повиноваться… Народ, возбужденный Граббе-Горским, разобрал дрова, сложенные у Исаакиевского собора, и принял корпусного командира (Воинова) в поленья».
28 декабря Горскому был, предложен вопрос: «Для чего просили вы пороха у коллежского асессора Пущина, говоря, что у вас есть пистолет…?» Горский ответил, что пороха не просил, с Пущиным вообще не разговаривал, «и хотя около трех лет, как я с ним знаком, но в этой толпе совсем не узнал его, и что он учинил сей извет на меня…»
Горский объяснял своё появление на Сенатской площади в парадном мундире тем, что, получив 13 декабря приглашение на заседание «печальной комиссии», он отправился на следующий день во дворец и только там узнал об отмене заседания по случаю восшествия на престол Николая Павловича. Увидев проходящие войска, из любопытства оказался на площади. Своё участие в событиях категорически отрицал.
27 июня 1826 г. разрядная комиссия включила отставного статского советника Горского в «Список подсудимых, коими не учинено собственного признания во взводимых на них преступлениях и о коих прилагаются особые записки». Из записки о Горском, по мнению комиссии, следовало: «…не относя ни к какому разряду, вменить ему в наказание содержание в заключении».
8 июля 1826 г. Верховный уголовный суд не смог вынести никакого приговора и представил участь Горского «на благоусмотрение его императорскому величеству».
10 июля 1826 г. Николай повелел Председателю Верховного уголовного суда «отложить решение о Горском, так как подсудимый сверх участия в мятеже состоит под судом в правительствующем Сенате по другим делам» и до окончания этого дела «содержать его под стражею».
5 марта 1827 г. высочайшим распоряжением находившийся в госпитале Горский был отправлен под надзор полиции в Берёзов.
В 1828 г. Горский обратился к императору с просьбой о зачислении «в действующую армию противу турок», но получил отказ. В 1830 г. ему, как не лишённому чинов, восстановили пенсию.
Пребыванию Горскому в ссылке сопутствовала череда разбирательств по жалобам и доносам, как с его стороны, так и на него, попыток добиться оправдания, и неоднократных материальных претензий по поводу конфискованных у него при арестах ценного имущества и денежных средств.
В 1831 г. по состоянию здоровья Горский был переведён в Тару, откуда написал Бенкендорфу, что проживавшие в Берёзове ссыльные декабристы Ентальцев, Фохт и Черкасов «обнаруживают злобление и ненависть к правительству». Проведенное расследование выявило вздорность доноса. Напротив, управляющий Тобольскою губернией доносил в 1832 г., что Горский «при разговорах насчёт российского правления иногда бывает дерзок, отлично привержен к полякам, коих прежние права защищает с жаром» и «вступается в дела, ему не принадлежащие». 16 марта 1833 г. тарский окружной начальник сообщал тобольскому губернскому управляющему, что Горский «с дерзостью относится насчет российского правительства», что при проходе через Тару пленных поляков «оправдывал ихние поступки, упрекал русское правительство в жестоком якобы с пленными обращении». Несмотря на дружеские отношения с ссыльными, по доносу одного из них — И. Высоцкого — Горский в том же году был арестован якобы за подготовку мятежа среди поляков с целью «завоевания Бухары и Китая» и отправлен через Тобольск в Омск. Под арестом находился до 2 апреля 1835 г., до окончания следствия, установившего его непричастность к обвинению. 27 февраля 1836 освобождён от суда.
Не теряя надежды на царское милосердие, он дважды (в 1832 и 1843 гг.) подавал в правительство записки с изложением собственной версии участия в событиях 14 декабря 1825 г. и обоснованием несправедливости назначенного наказания.
После окончания следственного дела Горский был оставлен в Омске, где и умер 7 июля 1849 г.
Похоронен на Иноверческом кладбище. Могила не сохранилась.

## Семья
Горский выдавал себя за человека весьма знатного происхождения. В формуляре, находящемся в его следственном деле, в графе «из какого звания происходят», значится: «Из дворян польских, грабя или граф (hrabia по-польски — граф)». В его прошении в Тайный комитет от 4 февраля 1826 г. он упоминает «крепостные акты всего рода нашего князей Друцких-Горских графов на Мыже и Переславле». Но справка III отделения, составленная 31 января 1827 г., утверждает: «Никто не знает даже о его происхождении. Сперва он объявил себя графом… После того Горский производил себя из Горских князей и хлопотал о сем в Сенате… Для поляков сие знаменитое происхождение Горского вовсе непонятно, ибо в Белоруссии никогда не было ни графской, ни княжеской, ни даже дворянской фамилии Горских, а есть дворяне Горские в Литве, которые не признают своим подсудимого Горского. Общий слух носится, что он сын мещанина из местечка Бялыничь в Белоруссии, но верного ничего нет».
Жена — уроженка Курляндии баронесса Елизавета-Каролина-Фредерика Мирбах (умерла ранее 1821 г.)
Сыновья — Карл Николай и Адольф Адам.
Внебрачные дети — Ярослав, Владимир, Владислав, Святослав-Вячеслав, Ольга, София.

## Горский в литературных источниках
О Горском в своих мемуарах писали декабристы Н. В. Басаргин, А. Е Розен, И. Д. Якушкин и другие.
Критик и прозаик О. Н. Михайлов в романе-биографии генерала А. П. Ермолова дал художественный портрет одного из его подчинённых, храброго офицера-артиллериста, командира батареи Степана Харитоновича Горского, который «удачно пущенным ядром сразил наповал маршала Бессьера, неосмотрительно выехавшего для обозрения наших позиций».